# 3,3-Dimethylbuten
3,3-Dimethylbuten ist eine chemische Verbindung aus der Gruppe der aliphatischen, ungesättigten Kohlenwasserstoffe.

## Gewinnung und Darstellung
3,3-Dimethylbuten kann durch Alkenmetathese von technischem Isoocten mit Ethylen in einer Kreuzmetathese zu 3,3-Dimethylbuten und iso-Buten gewonnen werden.

## Eigenschaften
3,3-Dimethylbuten ist eine farblos- und geruchlose Flüssigkeit, die praktisch unlöslich in Wasser ist.

## Verwendung
3,3-Dimethylbuten wird zur Herstellung von Duftstoffen (Moschus) verwendet.